# 米罗斯瓦夫·雷巴切夫斯基
米罗斯瓦夫·雷巴切夫斯基（波蘭語：Mirosław Rybaczewski，1952年7月8日—），波兰男子排球运动员。他曾代表波兰国家队参加1976年夏季奥林匹克运动会排球比赛，获得一枚金牌。